# L'Océan dans la rizière
L'Océan dans la rizière est un roman de Richard Collasse publié en 2012 aux éditions du Seuil.

## L'auteur
L'auteur, Richard Collasse, est, par ailleurs, le PDG de Chanel au Japon, où il est établi depuis plus de trente ans,.

## Sujet
Le sujet du roman est le violent séisme qui a frappé le Japon en 2011, entrainant un gigantesque tsunami. L'action se situe dans la ville côtière de Kesennuma.

## Résumé
En 2011 un séisme de force 9 frappe la région de Tōhoku au Japon sur 500 km dont la centrale de Fukushima. Le héros du roman, Sosuke, 17 ans, est au lycée des filles avec son orchestre. Il ne parvient pas à sauver son amie Aoï du tsunami qui déboule à près de 700 km/h. Le pétrole du chantier naval s'embrase sur l'eau. Le jeune homme se réfugie sur le toit et est secouru le lendemain. Il retrouve sa maison sans murs extérieurs avec son grand-père mort. Sa sœur est trouvée morte à 4 km de chez elle. Son père est retrouvé aussi. L'électricité et l'eau reviennent au refuge après 7 jours. Son oncle Eita vient l'aider dans ses recherches. Des quartiers se sont enfoncés de 70 cm et sont inondés à chaque marée. L'armée américaine remonte des cadavres du fonds de l'océan. Le Japon s'est déplacé de 7 mètres...

## Théâtre
En 2013, une pièce de théâtre intitulée La vague est tirée du roman,.